# Fernandes Teles
Fernandes Teles (Crato, 15 de abril de 1889 — Crato, 4 de maio de 1970) foi um político brasileiro. Exerceu o mandato de deputado federal constituinte pelo Ceará em 1946.